# Rokietnica (gemeente in powiat Jarosławski)
De gemeente Rokietnica is een landgemeente in het Poolse woiwodschap Subkarpaten, in powiat Jarosławski.
De zetel van de gemeente is in Rokietnica.
Op 30 juni 2004 telde de gemeente 4419 inwoners.

## Oppervlakte gegevens
In 2002 bedroeg de totale oppervlakte van gemeente Rokietnica 57,35 km², waarvan:
- agrarisch gebied: 64%
- bossen: 30%

De gemeente beslaat 5,57% van de totale oppervlakte van de powiat.

## Demografie
Stand op 30 juni 2004:
| Omschrijving                   | Totaal | Totaal | Vrouwen | Vrouwen | Mannen | Mannen |
| ------------------------------ | ------ | ------ | ------- | ------- | ------ | ------ |
| eenheid                        | aantal | %      | aantal  | %       | aantal | %      |
| inwoners                       | 4419   | 100    | 2245    | 50,8    | 2174   | 49,2   |
| bevolkingsdichtheid (inw./km²) | 77,1   | 77,1   | 39,1    | 39,1    | 37,9   | 37,9   |

In 2002 bedroeg het gemiddelde inkomen per inwoner 1684,5 zł.

## Administratieve plaatsen (sołectwo)
Czelatyce, Rokietnica, Tapin, Tuligłowy, Wola Rokietnicka.

## Aangrenzende gemeenten
Chłopice, Krzywcza, Roźwienica, Żurawica